# Вегнер, Кай
Кай Вегнер (нем. Kai Wegner; род. 15 сентября 1972, Берлин) — немецкий политик, член ХДС, Правящий бургомистр Берлина и премьер-министр земли Берлин с 27 апреля 2023 года.

## Биография
Родился 15 сентября 1972 года в Западном Берлине. В 1993—1994 годах служил в армии, в 1997 году получил профессию специалиста по страхованию.
В 2005—2009 и в 2017—2021 являлся депутатом бундестага по списку ХДС от Берлина, в 2009—2017 годах — от одномандатного округа Берлин-Шпандау — Северный Шарлоттенбург.
С 2019 года — лидер берлинского отделения ХДС.
26 сентября 2021 года в Берлине состоялись региональные выборы, которые не принесли ХДС успеха — партия получила 18,1 % голосов и осталась на третьем месте после СДПГ (21 %) и зелёных (18,9 %).
16 ноября 2022 года Земельный конституционный суд Берлина отменил результаты выборов 2021 года из-за допущенных нарушений, и 12 февраля 2023 года в Берлине состоялись повторные выборы, победу на которых с результатом 27,5 % одержал ХДС (СДПГ показала худший в своей истории результат в Берлине — 18,5 %).
27 апреля 2023 года в третьем туре голосования Вегнер избран правящим бургомистром Берлина (лидер берлинских социал-демократов, бывший бургомистр Франциска Гиффай стала его заместителем и получила в своё ведение экономические вопросы в городской администрации — Сенате Берлина). Кандидатуру Вегнера поддержали 86 депутатов — общее количество представителей ХДС и СДПГ в Палате депутатов Берлина.